# Eisentor
Das Eisentor – alternativ Wormser Tor genannt – ist ein Bauwerk in Freinsheim. Es steht unter Denkmalschutz.

## Lage
Das Bauwerk das aus einem inneren und einem äußeren Tor besteht, befindet sich in der örtlichen Herrenstraße und ist Teil der Denkmalzone Altstadt. Das äußere  Tor, das sogenannte „Vortor“, steht am östlichen Ende der Straße, die sich dort in die Straßen Wallstraße und Am Zwinger aufgabelt. Das innere Tor befindet sich an der Stelle, an der die Herrenstraße die ineinander übergehenden Straßen Nördliche Ringstraße und Südliche Ringstraße kreuzt.

## Geschichte und Beschreibung

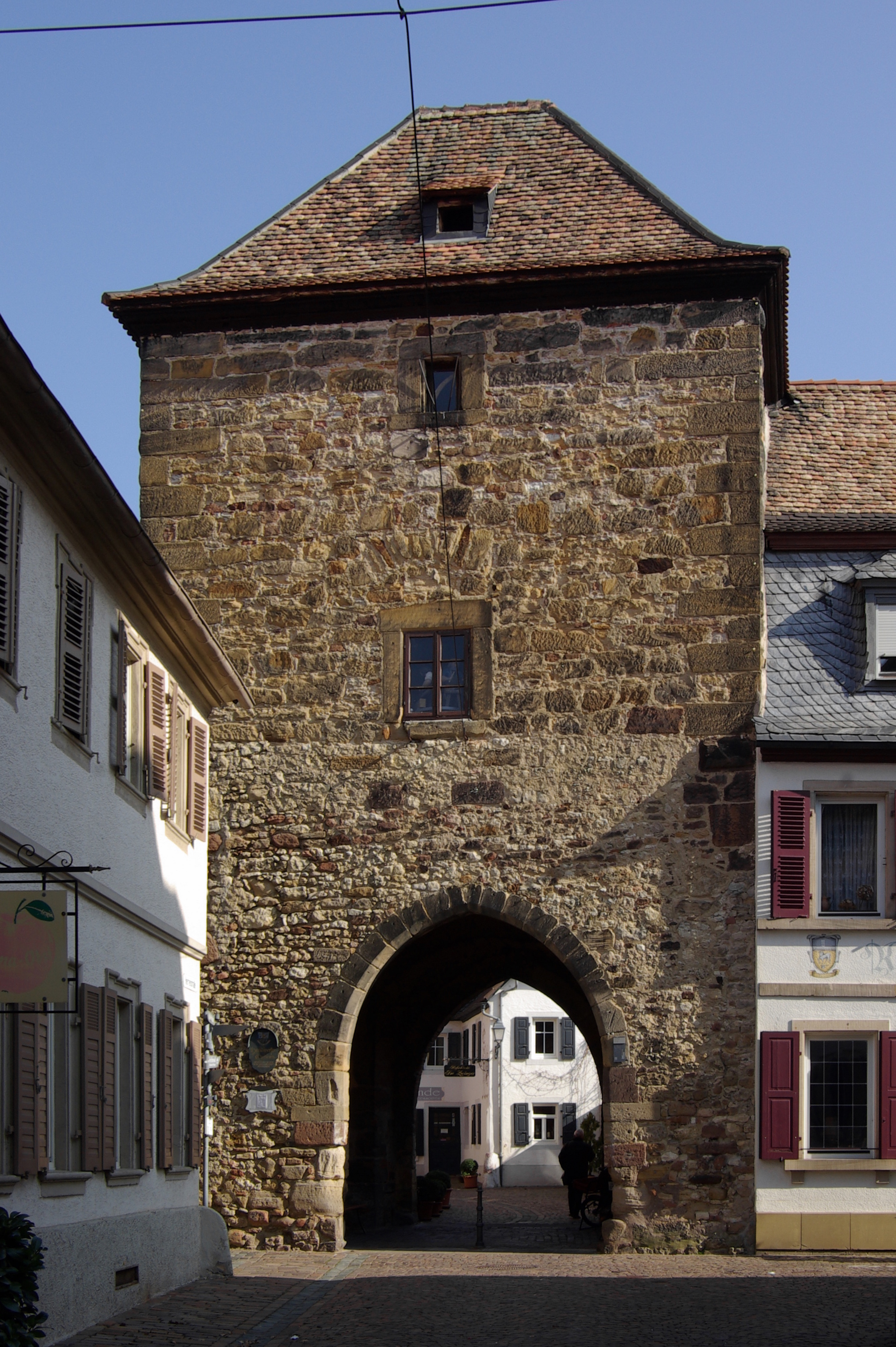
Inneres Tor

Nachdem Freinsheim im 15. Jahrhundert an die Kurpfalz gefallen war, fiel der Beschluss, die bereits existierende Stadtbefestigung auszubauen. In diesem Zuge entstand zunächst das innere Tor, das sich bereits vor den Stadtmauern befindet und bei dem, es sich um einen dreigeschossigen Torturm handelt.
Hinzu kommt das nach außen gerückte, im 16. Jahrhundert hinzugefügte Vortor; dabei handelt es sich um ein Spitzbogentor, das sich zwischen dreiviertelrunden Ecktürmen befindet und das 1514 endgültig fertiggestellt. Der Name „Eisentor“ leitet sich von der pfälzischen Verballhornung für „äußeres Tor“ ab.
Seit 1977 ist das Eisentor außerdem Standort des Stadtmauerfestes.